# 금강매
금강매(錦江梅)는 세종실록에 등장하는 기녀이다. 임영대군이 첩으로 삼고 가까이 하자 임금이 고향인 공주로 돌려보냈다.

## 같이 보기
- 임영대군
- 세종실록